# Toyota QuickDelivery
Toyota QuickDelivery — мультистоп на базе Toyota Dyna, Toyota Toyoace и Toyota Hiace. Впервые был представлен в 1982 году.

## Первое поколение (100)
Выпуск Toyota QuickDelivery начался во втором квартале 1982 года. Грузоподъёмность составляет 1,25 тонн. Привод полный. Автомобиль оснащён 3,0-литровым дизельным двигателем Hino.

## Второе поколение (200)
Второе поколение QuickDelivery было запущено в производство в январе 1986 года. Грузоподъёмность была увеличена до 2 тонн. Автомобиль оснащался 3,0-литровым двигателем Toyota B и 3,4-литровым двигателем Toyota 3B. В 1994 году автомобиль прошёл рестайлинг.
В 1999 году название было сокращено до QD. QD200 оснащён двигателем 4B рабочим объёмом 3,7 литра.
С 2000 года автомобиль оснащался газомоторным двигателем объёмом 2,7 литра 3RZ.

## Третье поколение
Третье поколение QuickDelivery было представлено в январе 2001 года под названием Urban Supporter. Его грузоподъёмность составляет 1,25 тонн. Автомобиль оснащался двигателем объёмом 5,0 литра. В июле 2011 года автомобиль был снят с производства.

## Галерея

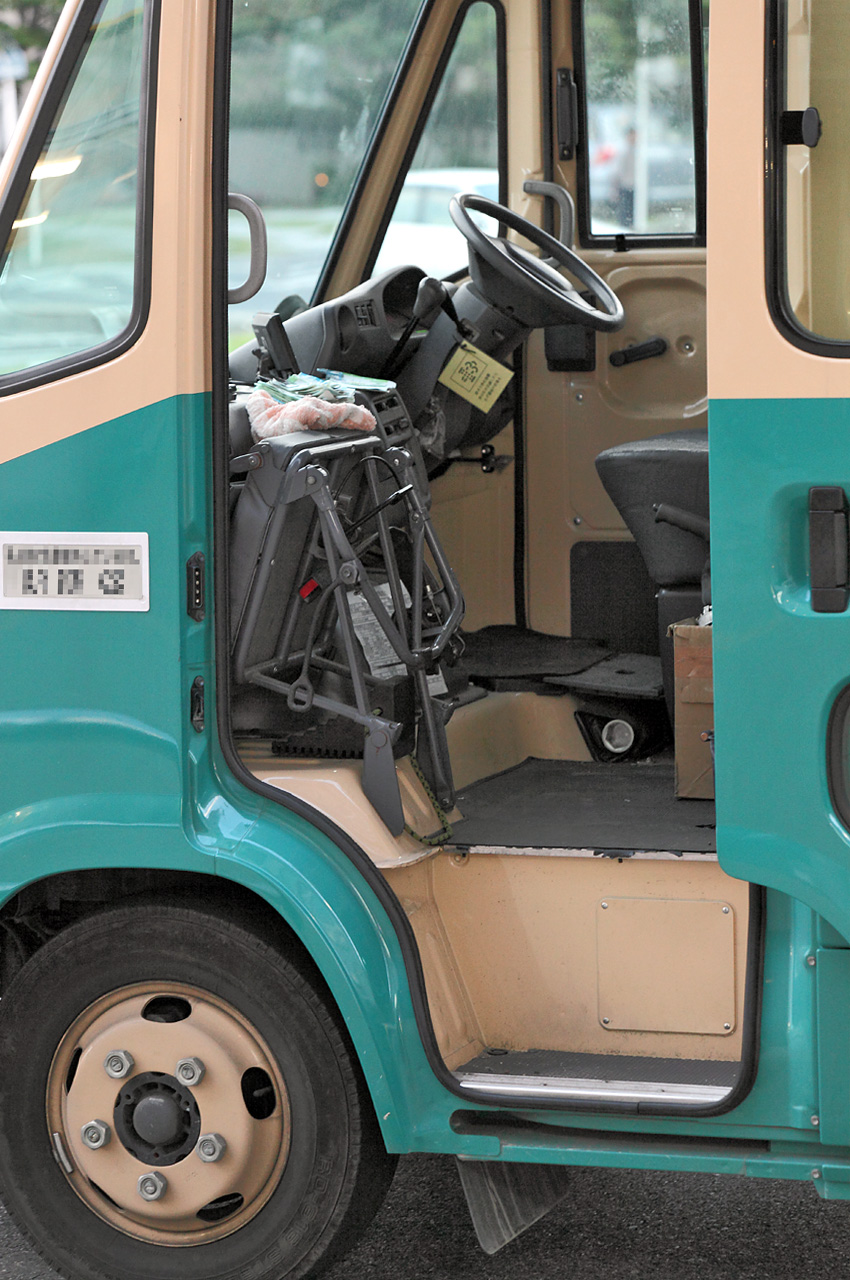
Toyota QD200
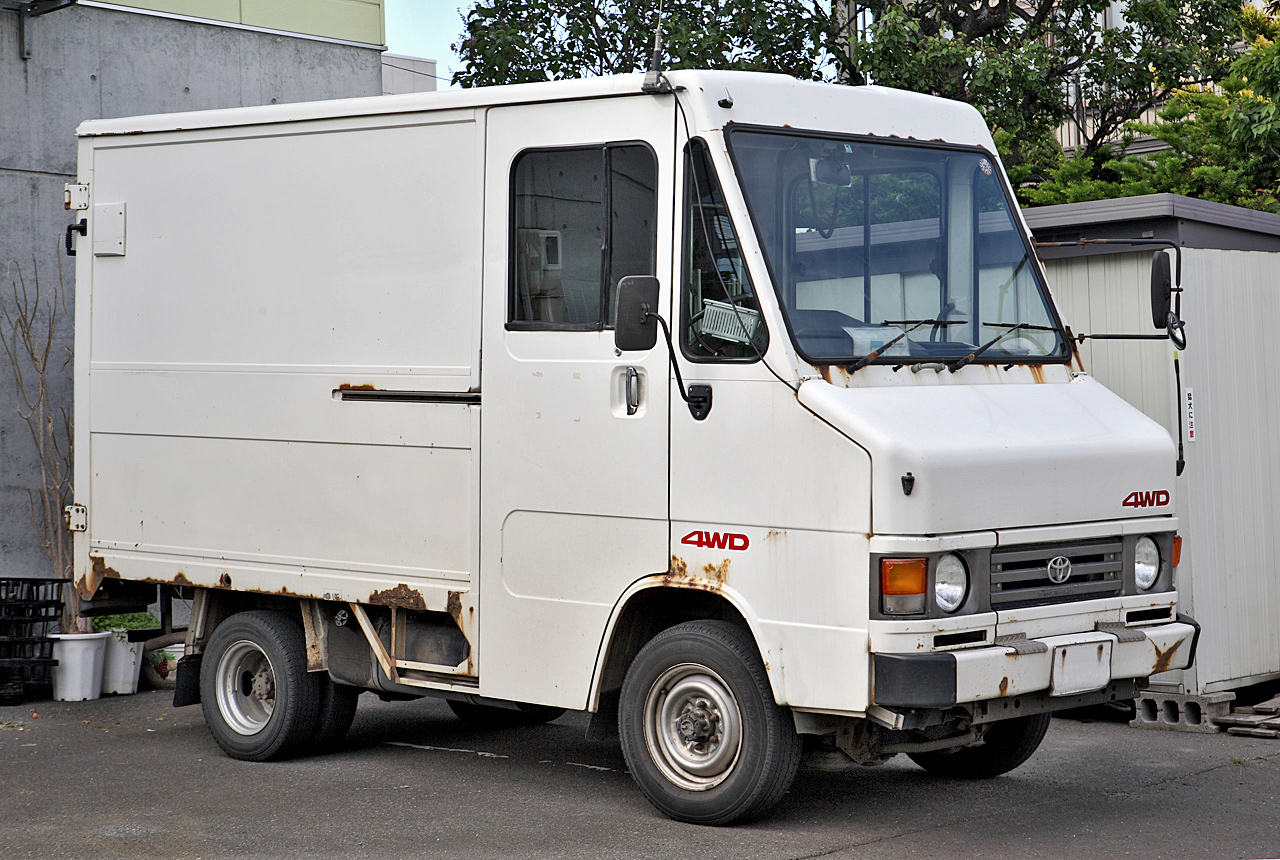
Toyota Quick Delivery 100
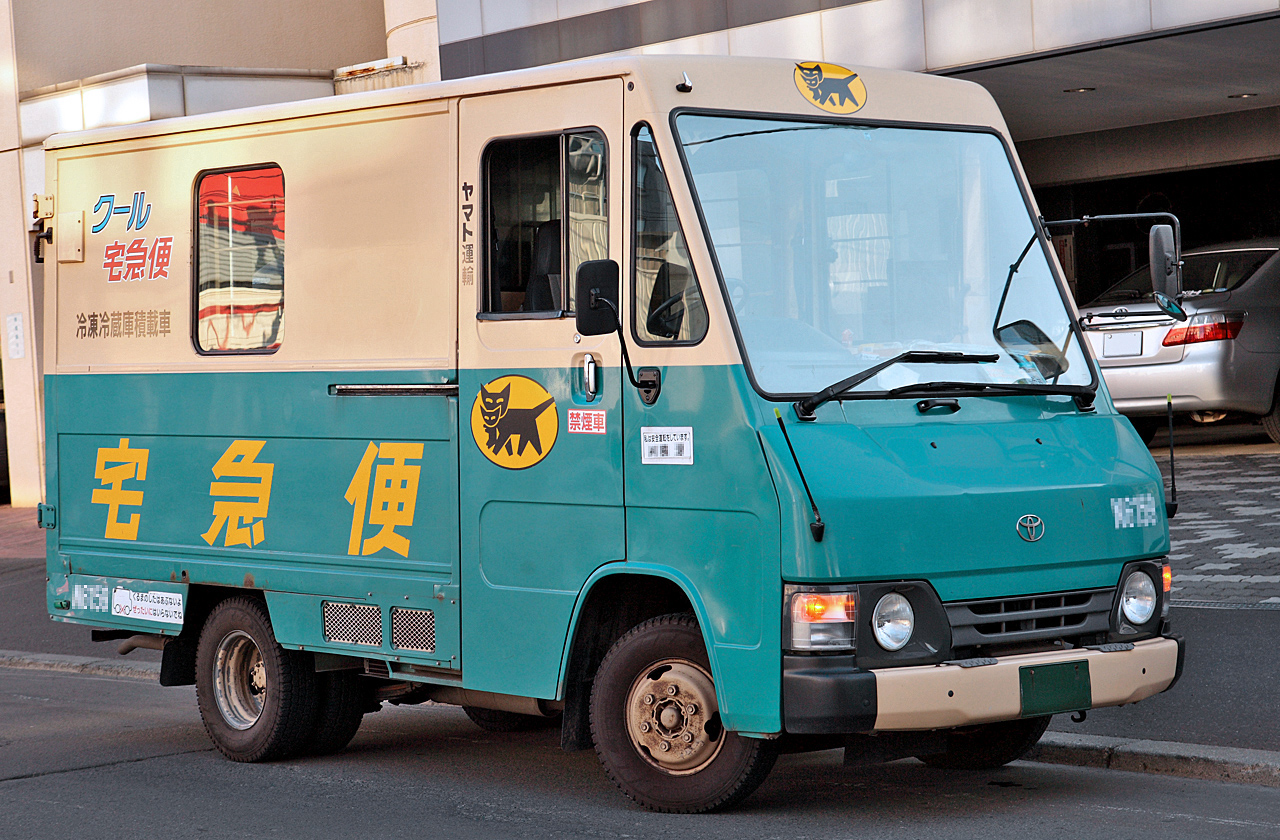
Toyota Quick Delivery 200
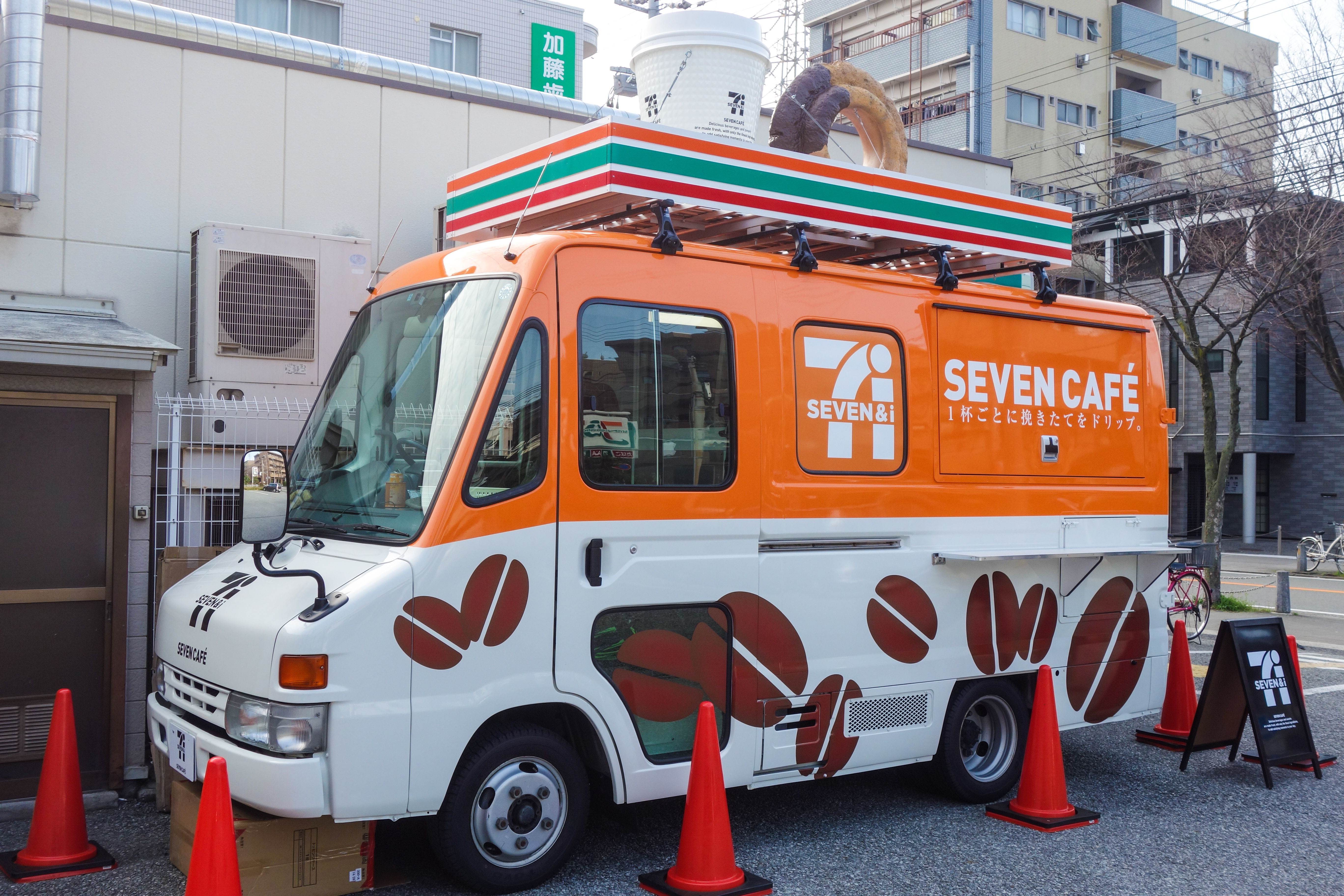
Toyota Urban Supporter